# Ernst Unger (Bildhauer)
Ernst Unger (* 17. Februar 1889 in Offenbach am Main; † 30. August 1954 ebenda; vollständiger Name: Ernst Edgar Unger) war ein deutscher Bildhauer.

## Leben und Werk

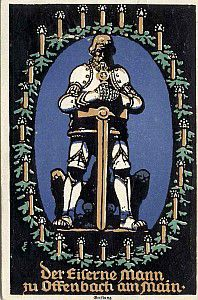
Der „Eiserne Mann“, Nagelfigur in Offenbach

Ernst Unger war ein Sohn eines Offenbacher Gastwirts und Metzgers. Er besuchte bereits im Alter von 15 Jahren die Kunstgewerbeschule, wo Ludwig Enders zu seinen Lehrern gehörte. Später arbeitete er als Meisterschüler unter Fritz Boehle. Unger war im Ersten Weltkrieg Soldat und wurde verwundet. Durch eine französische Granate wurden drei Finger seiner linken Hand zerrissen. Im Berufsübungslazarett für Kriegsbeschädigte entwarf er 1915 unter Hugo Eberhardt eine Lindenholzfigur des Götz von Berlichingen, die für Kriegsnagelungen in Offenbach diente. Sie wurde auf dem Aliceplatz aufgestellt und benagelt, später in den Technischen Lehranstalten und 1932 im Heimatmuseum untergebracht und fiel 1943 den Einwirkungen des Zweiten Weltkriegs zum Opfer.
Unger richtete sich, nachdem er im Berufsübungslazarett zur Lehrkraft aufgestiegen war, 1919 ein „Atelier für freie und angewandte Kunst“ sowie für Friedhofskunst ein, das zunächst an der Schlossstraße angesiedelt war, dann im Haus Mainstraße 19 in Offenbach am Main. Er schuf 1921 die Gedenktafeln für die Gefallenen des Ersten Weltkriegs der französisch-reformierten Gemeinde Offenbachs. Nach einem Entwurf von Ludwig Enders schuf er das Hauszeichen der Lederwarenfirma Karl Seeger. Plastiken Ungers schmückten auch das Reichsluftfahrtministerium in Berlin.

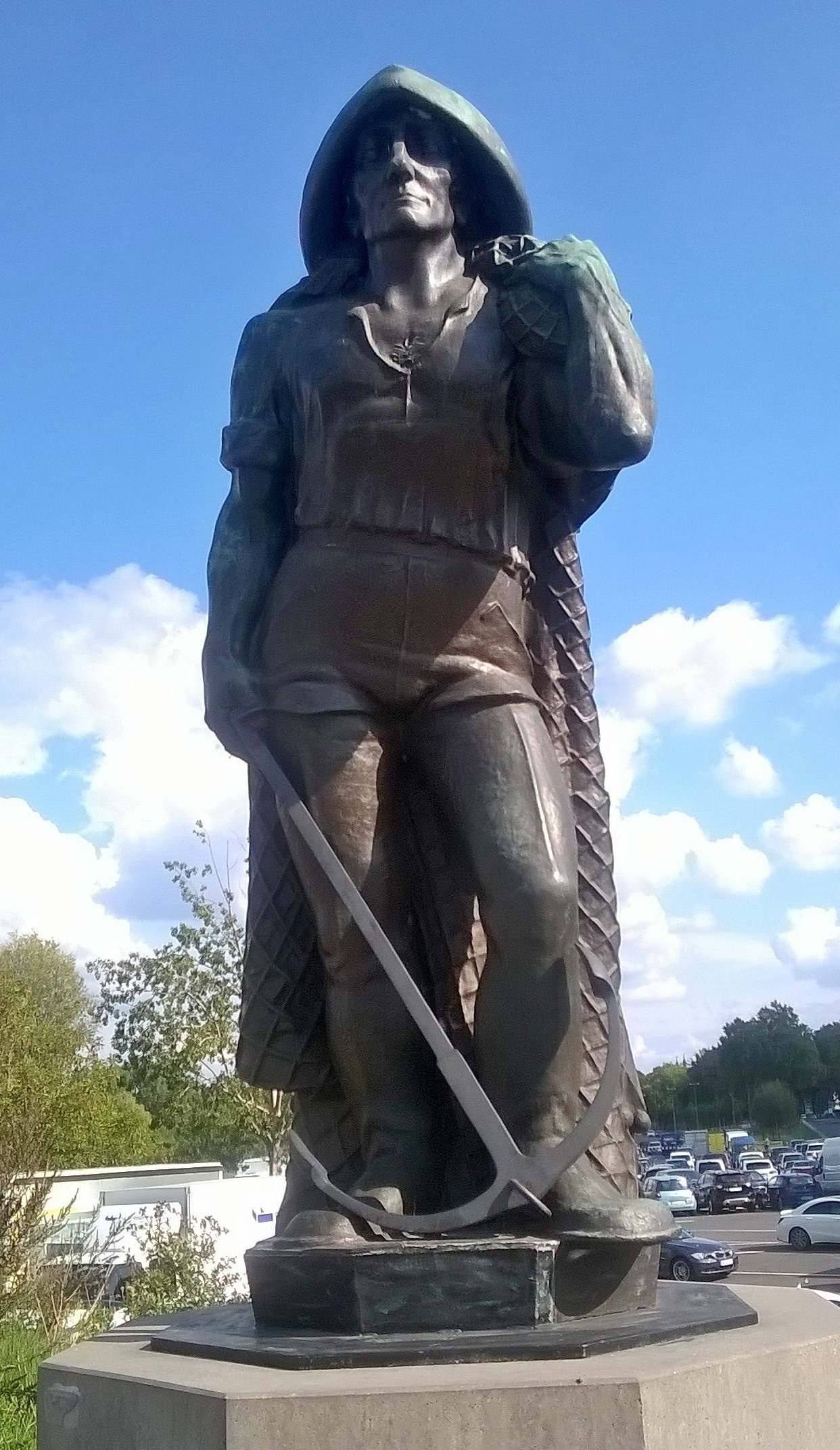
Mainfischer

1935 wurde seine bronzene Figur eines Fischers, die später als Offenbacher Mainfischer bekannt wurde, an einer Brückenauffahrt aufgestellt. 1989 wurde sie auf die Carl-Ulrich-Brücke versetzt und 2009 zu Renovierungszwecken abgebaut. Im Dezember 2011 wurde die bei der Firma John Lohrmann Stahlhandwerk in Offenbach-Bieber restaurierte und wieder mit dem fehlenden Anker versehene Statue an einen neuen Platz an der neu gestalteten Kreuzung vor der Brücke aufgestellt.